# Retsplejerådet
Retsplejerådet blev nedsat i 1961 og afgiver efter Justitsministeriets anmodning indstilling om ændringer i retsplejeloven. Rådet er også rådgivende organ for Justitsministeriet med hensyn til retsplejebestemmelser i særlovgivningen og i internationale overenskomster.

## Sammensætning
Formand
Landsretspræsident Bjarne Christensen

Faste medlemmer
Advokat Karen Dyekjær
Landsdommer Olaf Tingleff
Advokat Jens Rostock-Jensen
Professor, lic.jur. Gorm Toftegaard Nielsen
Kontorchef Christina Toftegaard Nielsen
Retsassessor Mai Ahlberg
Medlemmer med hensyn til rådets behandling af kommissoriet om en generel reform af den civile retspleje
Direktør Adam Wolf
Landsdommer Michael Kistrup
Retspræsident Henrik Linde
Professor, dr.jur. Eva Smith
Professor, dr.jur. Erik Werlauff

Medlemmer med hensyn til rådets behandling af spørgsmål, der berører politi og anklagemyndighed
Politidirektør Johan Martini Reimann
Statsadvokat Hanne Schmidt